# Makrofag

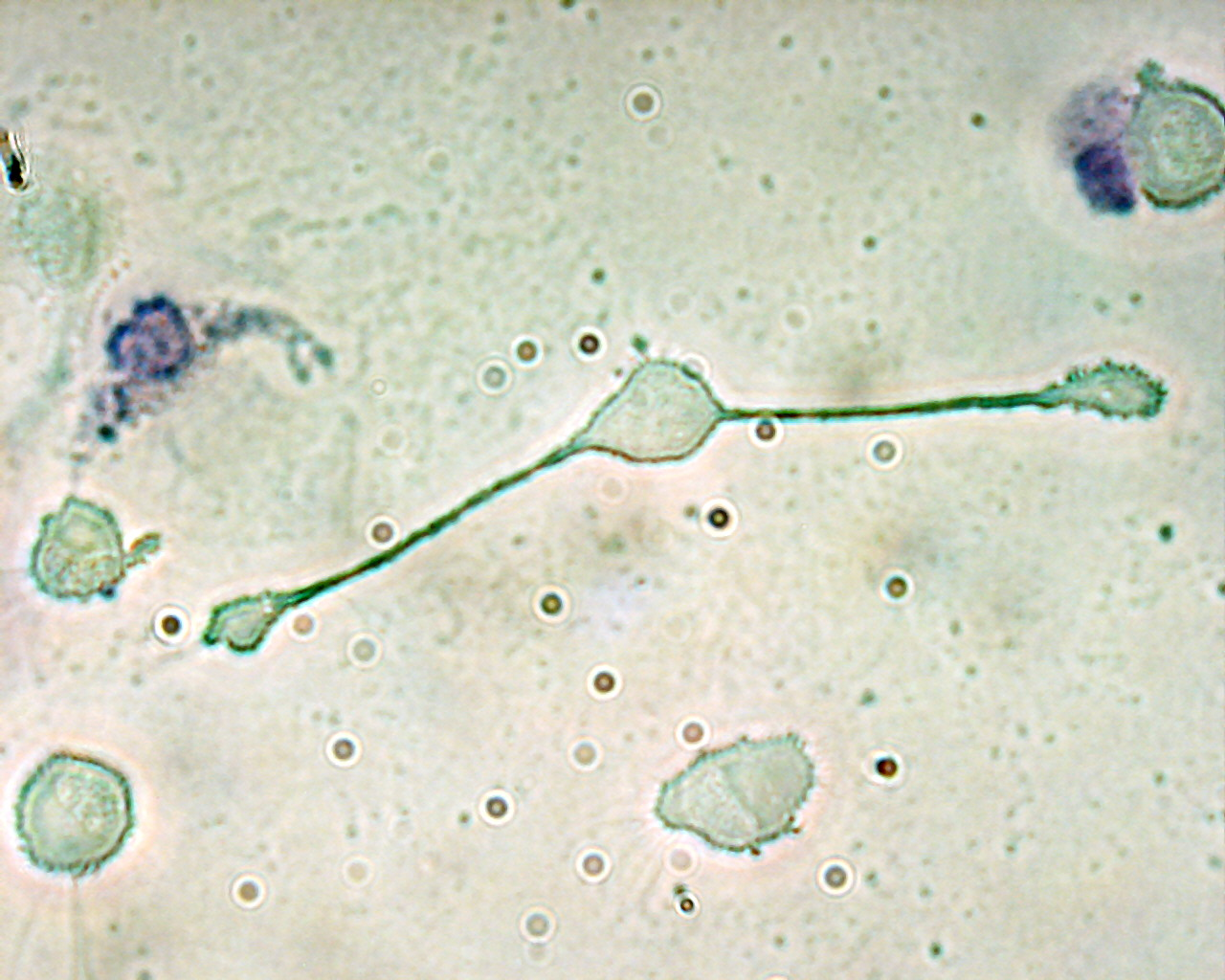
En makrofag från mus som bildat utskott som en förberedelse för att fagocytera en antigen.

Makrofager är en typ av cell som ingår i det ospecifika immunförsvaret. Ordet betyder "storätare", och makrofager fungerar genom att äta upp främmande celler såsom bakterier, en process som kallas för fagocytos. Den främmande mikroorganismen omsluts av makrofagen, varigenom den utsätts för en rad nedbrytande processer däribland reaktiva syreföreningar och proteinnedbrytande enzymer. Även om makrofager enligt gällande konvention räknas till det ospecifika immunförsvaret är de en viktig kontaktlänk till det adaptiva immunförsvaret som består av B- och T-celler. Makrofagerna utsöndrar faktorer som aktiverar dessa celler och har även förmåga att direkt aktivera dem genom interaktion via receptorer, se även antigenpresenterande cell. Alla dessa egenskaper och uppgifter gör makrofagerna till en av de viktigaste typen av celler i immunförsvaret.
Makrofager utvecklas från monocyter i blodet, som lämnar blodkärlen och sedan omvandlas till makrofager i kroppens olika vävnader. Makrofager är även en sorts sensorer i vävnaderna mot främmande organismer, genom att känna igen främmande antigen och signalera till övriga immunförsvaret att starta en inflammatorisk process. När makrofagerna stöter på främmande antigen i vävnaderna aktiveras de och börjar utsöndra ämnen kallade cytokiner. Framförallt de två cytokinerna IL-1 och TNF är viktiga i inflammationens tidiga skede. IL-1 har bland annat som funktion att göra blodkärlens endotelceller mer genomsläppliga för andra vita blodkroppar som behöver rekryteras till det infekterade området.
Makrofager existerar i princip i alla typer av vävnader. I huden kallas de för Langerhanska celler och har betydelse vid allergiska reaktioner. I levern kallas makrofagerna för Kupfferceller. Även lungornas alveoler innehåller makrofager. Till skillnad mot exempelvis neutrofiler är inte makrofager terminalt differentierade, vilket innebär att de vid platsen för en infektion kan genomgå celldelning som leder till att antalet makrofager ökar.